# Район красных фонарей (фильм)
«Район красных фонарей» (яп. 赤線地帯 акасэн титай), также встречается вариант «Улица стыда» от англ. Street of Shame — японский фильм 1956 года, последняя режиссёрская работа Кэндзи Мидзогути.

## Сюжет
Для проституции в Японии наступают не лучшие времена, правительство стремится её запретить, клиентов становится меньше, а девушки опасаются такой работы. На этом фоне развиваются истории обитательниц одного из публичных домов в токийском районе красных фонарей.
Ясуми — самая красивая, хитрая и безжалостная в этом публичном доме. Она готова на всё, чтобы вырваться из него. Она даёт деньги в долг своим подругам под проценты. У неё есть поклонники среди клиентов, готовые дать ей лишних денег, надеясь не только на секс. Один из клиентов готов на ней жениться и крадёт в своей фирме крупную сумму денег для Ясуми. Но получив деньги, она смеётся над желаниями клиента и отказывается от женитьбы. Благодаря собранным деньгам ей удается завязать с проституцией, она открывает дело по торговле бельём.
Мики — новенькая, современная и независимая. Кажется, проституция ей только в радость, лёгкий способ жить. Она любит тратить деньги и по уши в долгах. Но у Мики своя печальная история. Её отец не очень заботился о семье, его интересовала только прибыль своей фирмы, а свободное время проводил в развлечениях. Когда жена умерла, он быстро женился вновь. Он находит свою дочь и уговаривает её вернутся домой, но Мики прогоняет его прочь.
У Ханаэ на руках больной муж и грудной ребенок, ей еле-еле удаётся сводить концы с концами. Ей противно занятие проституцией, но другого выхода нет. Муж тоже против такого занятия жены, ему не хочется быть обузой, он пытается покончить с собой, и только в последний момент Ханаэ останавливает его.
Мечта Юмэко — жить с сыном. Она работала только чтобы поставить его на ноги. Он жил в деревне, но вот приезжает в Токио, в публичный дом, чтобы встретиться с матерью. Она не хочет, чтобы сын видел её в такой обстановке, и просит подруг отправить её домой, но случайно он всё-таки застаёт её пристающей к мужчинам на улице. Он устраивается на завод и просит мать больше не встречаться с ним и не звонить ему. Психика Юмэко не выдерживает такого удара, она сходит с ума.
По радио объявляют, что закон против проституции не прошёл. Хозяин публичного дома очень рад и сообщает своим работницам, что им больше не о чём беспокоиться. А ряды проституток пополняются новыми кадрами.

## В ролях
- Матико Кё — Мики
- Айко Мимасу — Юмэко
- Аяко Вакао — Ясуми
- Митиё Когурэ — Ханаэ
- Кэндзи Сугавара — Эйко
- Эйтаро Синдо — Курадзо Тая
- Садако Савамура — Тацуко Тая
- Дайскэ Като — президент ассоциации владельцев борделей

## Премьеры
- — национальная премьера фильма состоялась 18 марта 1956 года[1].
- — европейская премьера фильма прошла 4 сентября 1956 года в рамках XVII Венецианского кинофестиваля[1].
- — премьерный показ в США — 4 июня 1959 года[1].
- — впервые показан российскому зрителю 26 октября 2002 года под названием «Улица стыда» («Улица красных фонарей») в рамках ретроспективы фильмов Кэндзи Мидзогути в московском Музее кино[2].

## Критика
В своей последней работе Мидзогути возвращается к тематике 30-х, 40-х годов, тема борьбы против притеснения женщин неоднократно поднималась на протяжении всей карьеры режиссёра, но выраженная в стилистике 50-х. С одной стороны фильм вполне соответствует стилистике голливудского кино, но в то же время и не утратил особенности персонального стиля позднего Мидзогути.
По сравнению с фильмами «Гионские сёстры» 1936 года и «Огонь моей любви» 1949 года в «Районе красных фонарей» камера работает более свободно, нет долгих статичных планов. Как и в «Сёстрах», зритель не может идентифицироваться ни с одной из героинь, но причиной этого является переплетение сюжетных линий, а не неоднозначность характеров.